# Peter Reinhold Svensson
Peter Reinhold Svensson, (i FB endast Pär), född 19 december 1789 i Virestads socken, Kronobergs län, död 9 november 1877 i Klara församling, Stockholm, var en svensk präst och lärare.

## Biografi
Svenssons föräldrar var Sven Pärsson och Bengta Svensdotter och han var far till kirurgen Ivar Svensson.
Svensson blev filosofie doktor i Greifswald 1812. På statens bekostnad och med instruktion av 1812 års uppfostringskommitté utsändes 1817 han, då lärare vid Philipsenska Skolinrättningen i Stockholm, till England för att inhämta kunskaper om den av Andrew Bell och Joseph Lancaster införda växelundervisningen. Han avgav samma år Berättelse om Bell-Lancasterska undervisningssätten (tryckt 1819). Han utgav även Praktisk handledning för vexelundervisningen i folkscholor (1823) och var kyrkoherde i Höreda socken, Jönköpings län, 1826–63.

### Familj
Svensson gifte sig 1825 med Charlotte R. Rolander, dotter till grosshandlaren Rolander i Stockholm.